# تحصیل صفدرآباد
تحصیل صفدرآباد (به انگلیسی: Safdarabad Tehsil) یک تحصیل در پاکستان است که در صفدرآباد واقع شده‌است.